# Hartshill
Hartshill est un village et une paroisse civile du Warwickshire, en Angleterre. Administrativement, il dépend du district du North Warwickshire.

## Toponymie
Hartshill est un toponyme d'origine vieil-anglaise. Il désigne une colline (hyll) appartenant à un homme nommé Heardred. Il est attesté pour la première fois sous la forme Ardreshille dans le Domesday Book, compilé en 1086.

## Histoire
La paroisse civile de Hartshill est détachée de celle de Mancetter en 1866.

## Démographie
Au recensement de 2011, la paroisse civile de Hartshill comptait 3 596 habitants.
| Année | Population |
| ----- | ---------- |
| 1881  | 1 264      |
| 1891  | 1 485      |
| 1901  | 2 002      |
| 1911  | 2 450      |
| 1921  | 2 560      |
| 1931  | 2 542      |
| 1951  | 2 742      |
| 1961  | 2 583      |
| 2011  | 3 596      |